# Trachymyrmex iheringi
Trachymyrmex iheringi är en myrart som först beskrevs av Carlo Emery 1888.  Trachymyrmex iheringi ingår i släktet Trachymyrmex och familjen myror. Inga underarter finns listade i Catalogue of Life.